# Polygonum ensigerum
Polygonum ensigerum là một loài thực vật có hoa trong họ Rau răm. Loài này được Juz. miêu tả khoa học đầu tiên.